# Bolonya
Bolonya (románul: Blumăna, németül: Blumenau) Brassó négy történelmi városrészének egyike, egykoron önálló település. Kialakulása a 13. századra tehető, a 19. században épült össze a várossal. Maga Bolonya is kisebb települések összeolvadásából keletkezett: a Csigadombra felnyúló Mártonfalva (a legrégebbi rész), a Malomdomb alján kialakult Gácsmajor, és a kettő közt elterülő, tulajdonképpeni Bolonya. A jelenlegi közigazgatási felosztás szerint az új városközpont részét képezi.
Mint ahogy Brassó történelmi részei közül a városerődöt és Óbrassót szászok, Bolgárszeget románok lakták, úgy Bolonya lakossága főként székelyekből állt. A viszontagságok nem kerülték el a védtelen települést: hadseregek, portyázó csapatok, tűzvészek pusztították. A 19. századtól a 20. század közepéig Bolonya volt Brassó ipari központja: számos gyár, malom létesült, vasútvonalak szelték át, ezeken kívül pedig több katonai létesítménynek is helyet adott. A 20. század második felében a kommunisták államosították a gyárakat, a házak nagy részét lebontották és tömbháznegyedeket építettek. A 21. század elején a gyárak legtöbbje megszűnt, helyüket lakótelepek, kereskedelmi egységek vették át.

## Elnevezése
A magyar Bolonya elnevezés valószínűleg az ószláv bolon (folyóparti mező) szóból származik. A német Blumenau (Virágoskert) egyesek történészek szerint a magyar elnevezésből alakult ki népetimológia hatására, Orbán Balázs szerint viszont arra utal, hogy a Fellegvártól keletre fekvő völgyben régen virágoskertek voltak, melyek főleg rózsáikról voltak híresek.
1480-ban plvmen aw, 1491-ben Pratum florum, 1513-ban suburbium sicolorum, 1548-ban pedig Bolonya néven említik.
A román Blumăna név a német Blumenau átvétele. Románul feljegyezték a „virágos [hely]” jelentésű Floraria (1871) és Floreasca (1933) neveket is. Az 1950-es években a városnegyed Ilie Pintilie román kommunista személyiség nevét viselte.

## Fekvése
A történelmi központtól északkeletre, a Cenk (Tâmpa, Zinne) és a szomszédos Csigadomb (Dealul Melcilor, Schenkenberg) északi lejtőitől a Malomdombig (Dealul Morii, Mühlenberg) – melyen jelenleg a Transilvania Egyetem épületei vannak – húzódik. Nyugatról Óbrassó és a Fellegvár-domb határolja, keletre pedig modern tömbháznegyedek terülnek el.
A városrész három kisebb település összeolvadásából keletkezett:
- Mártonfalva, mely a Cenk és a Csigadomb közti Várnyakra (németül Burghals, románul Curmătura, mai nevén Str. Dobrogeanu Gherea) nyúlt fel.[3] Ezek volt a legelső településrész, itt telepedtek le legelőször a székelyek.[8] 1486-ban a jelenlegi Matei Basarab utca környékén egy cserzőmalmot említenek (bey der molen herab), így valószínűleg a Tömös által működtetett malmok is voltak itt. 1490-ben jelenik meg a Burchalcz (Várnyak) név.[4]
- Gácsmajor (németül Galchweiher), a Malomdomb alján elterülő, falusias jellegű hely.[3] A Gács (piscina Galch, 1528) egy nagy halastó volt, melyet a 14. században kialakított Tömös-csatorna táplált (körülbelül a jelenlegi Mârzescu-kórház környékén); később lecsapolták és a helyet Trausch-rétnek (Trauschische Wiese) nevezték. Itt alakult ki például a Gromes utca (Gromesgässchen, ma Str. Dr. Ionescu), Kertész utca (Gärtnergässchen, ma Str. Dr. Cantacuzino), Rét utca (korábban Gácsmajor utca; Wiesengässchen, ma Str. Dr. Babeș), Új utca (Neugasse bei Galchweiher, ma Str. Sitei).[4]
- A kettő között a 15. században kialakuló tulajdonképpeni Bolonya, melynek neve később átvonódott az egész településre. Ez a Brassóból a Székelyföld és Moldva felé induló út mentén fejlődött ki – ez a jelenlegi Vasút utca (Bahnhofstrasse, ma Str. Iuliu Maniu), mely régen a negyed „főutcájának” volt tekinthető, és a régi vasútállomás megépítésekor lett igazán fontos út. Ez két utca egyesítéséből keletkezett: város felőli részét Kocsma utcának (Schenkgasse), folytatását Ápolda utcának (Seichesgasse) nevezték. Az ezzel párhuzamos, ma igen forgalmas Kút utca (Brunnengasse, ma Str. 15 Noiembrie) egészen a 19. századig egy viszonylag rövid zsákutca volt.[9]

Bolonya és a városerőd között egy tavas, mocsaras terület volt, mely az ostromló ellenséget volt hivatott hátráltatni. A Kapu utcai kapu előtt volt a kivégzőhely, ahol az elítélteket máglyán megégették (ubi homines comburuntur, 1546) és egy tó, melyben a feltételezett boszorkányokat alávetették a vízpróbának. A 17. században itt alapították a város katolikus temetőjét, melyből ma csak a kápolna maradt meg. Bolonya csak a 19. században épült össze Brassóval.

## Története

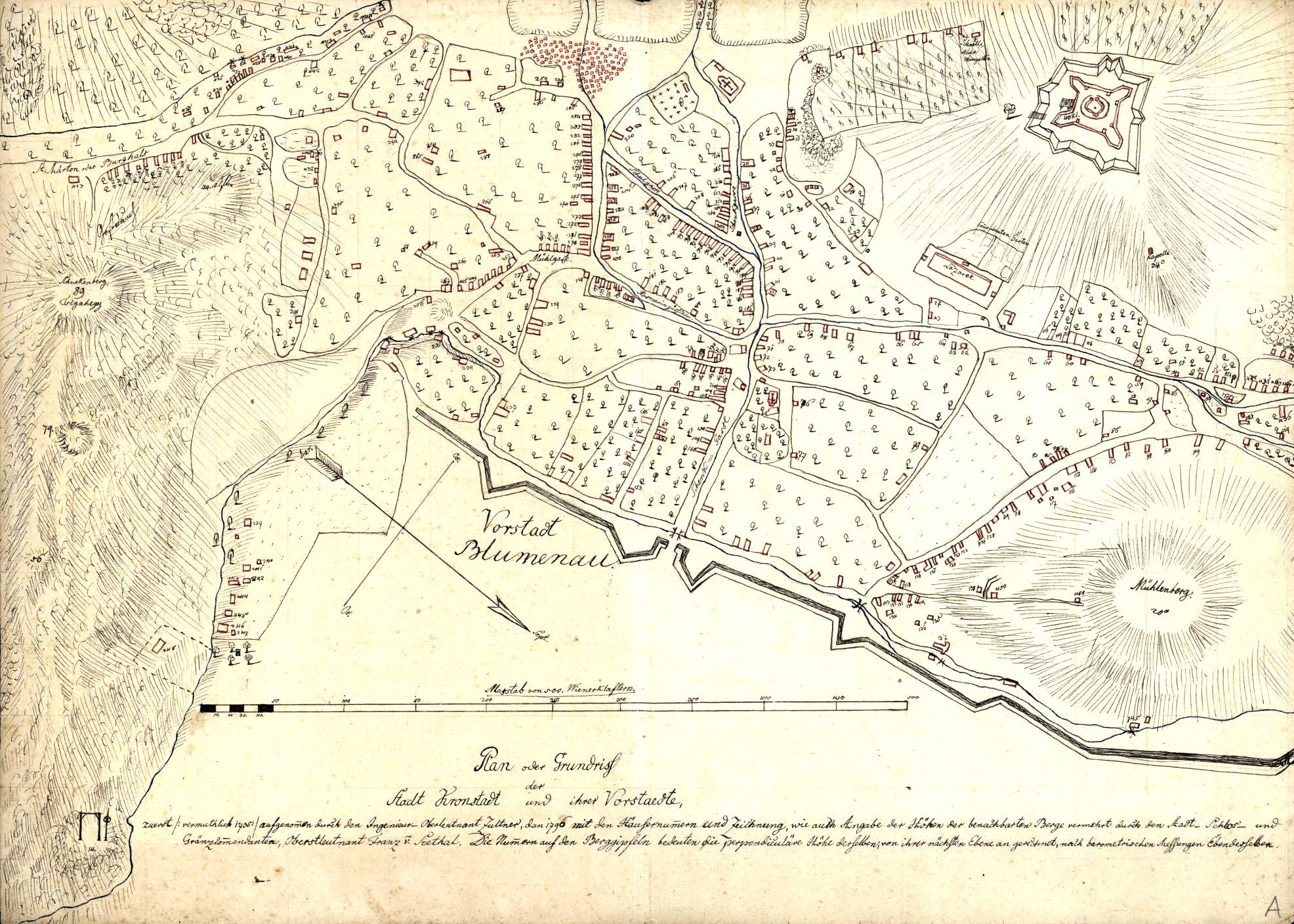
Bolonya 18. századi térképe

Mint ahogy a városerődöt és Óbrassót főként szászok, Bolgárszeget pedig románok lakták, úgy Bolonya lakossága főként székelyekből állt. Az első székelyeket valószínűleg a magyar királyi udvar telepítette ide a 13. század második felében, hogy Brassovia várában helyőrségként szolgáljanak. A 14. század végén felépültek Brassó várfalai, melyek kettévágták a Bolonya felé tartó utcákat, a falakon kívül hagyva a települést.
1413-ban említést tesznek a leprakórházról és a hozzá tartozó Szent Borbála kápolnáról (ma itt van a szász evangélikus templom), bár a kórház valószínűleg korábban, a 13–14. századi leprajárványok idején épült. Az 1475–1490 közötti adónyilvántartásokban felsorolnak több Bolonya területén fekvő utcát, melyek a város Portica, Petri és Corporis Christi fertályaihoz tartoztak: plvmen aw (virágoskertek), Ascendendo Blumenaw a spiritu sancto (a későbbi Vasút utca), An dem Burchalz (Várnyak), Twergasse (a későbbi Iskolamester utca, ma Str. Vlad Țepeș), bey der molen herab (ma Str. Matei Basarab). A később kialakuló Kút utcát 1519-ben említik először mint Dy schwrcze gasz yn der Blumenaw (a Fekete utca meghosszabbítása Bolonya felé). A városrész nyugati határa ekkor az Iskolamester utca (Twergasse) volt, a keleti pedig a Tömös-csatorna (a mai Castanilor–Mihai Viteazu utcák nyomvonala).
A 16–18. századok háborús korszakában a portyázó vagy a Brassó ellen vonuló csapatok többször feldúlták, felégették Bolonyát, így egészen az ipari forradalom kezdetéig egy elmaradott, szegény település volt. A 18. századtól Bolonya a városerőd felé terjeszkedett, az Iskolamester utcától nyugatra eső terület fokozatosan beépült.
1718-ban Bolonya egy része leégett. A belvárosból kiszorított magyar evangélikusok ugyanebben az évben a szászokkal közösen kezdték használni a régi Szent Borbála-kápolnát, majd 1777-ben itt építették fel a bolonyai szász evangélikus templomot. A két közösség közötti súrlódás miatt a magyarok különváltak és 1783-ban felépítették a magyar evangélikus templomot. 1784-ben egy magyar tannyelvű iskola alapításáról adnak hírt.

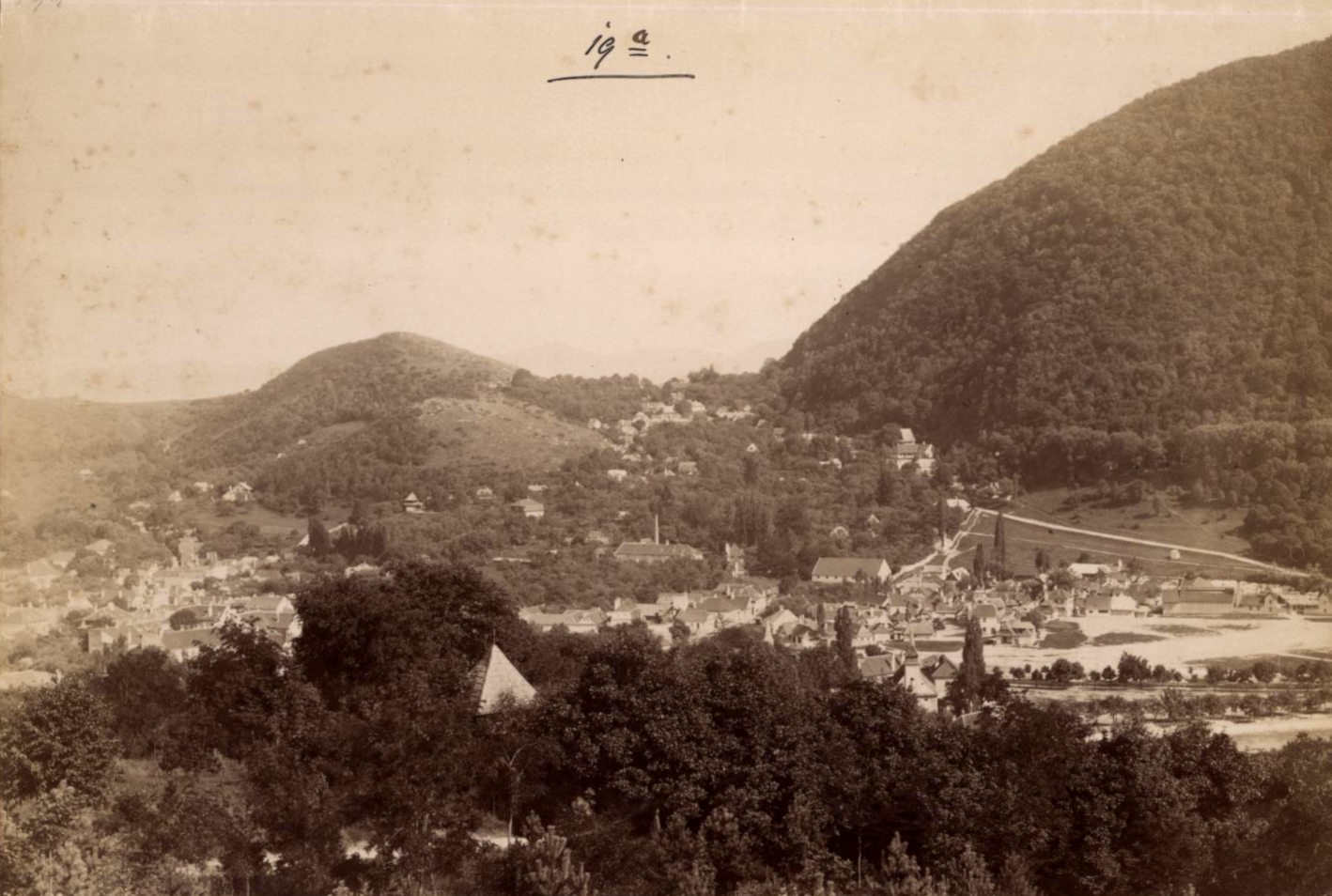
Bolonya a 19. század végén

A 19. században Bolonya és környéke fontos ipari központ lett; ekkor kezdett Brassó valódi iparvárossá fejlődni. A nagy és sík terület, a Tömös-csatorna és 1873-tól a vasút jelenléte ideális hellyé tette az ipari fejlesztésekhez. A csatorna mentén malmok, gyapjúmosók, gyárak épültek (fonógyár, bőrgyár, papírgyár); itt létesült 1823-ban a Scherg posztógyár, az akkori Magyarország egyik legnagyobb manufaktúrája, melynek termékeit számos európai országba exportálták. Később itt nyílt meg a Teutsch és a Schiel gépgyár, a Hess, Nivea, Schmoll, távolabb (egészen Noáig) pedig az olajfinomító, Kocsis deszkagyár, Schmidt téglagyár, Kügler cementgyár, Miess bőrgyár stb. A 19. század második felében a történelmi központ északkeleti várfalait és bástyáit lebontották, és Bolonya összeépült a régi Brassóval. 1887-ben megnyílt a katonai kórház új épülete, 1891-ben pedig a Suburbiu vasúti pályaudvar. 1892-től a Kút utca mentén haladt a Bertalan–Hosszúfalu-vasútvonal. A Kút utcában 1892-ben honvédkaszárnya épült, 1895-ben a csendőrség épülete (ma itt van a Törvényszék).
Az 1930-as években a városközpont felőli részt csendes, kertvárosias környéknek írják le, előkelő házakkal, villákkal, virágoskertekkel, fenyőkkel. A negyed szélén voltak a gyárak és a munkásotthonok.
Az 1940-es évek végén, a kommunista hatalomátvétel után a gyárakat államosították, így lett a Scherg posztógyárból Partizanul Roșu majd Carpatex, a Schiel testvérek üzeméből pedig Strungul majd Hidromecanica. 1959-ben itt húzták fel az Állami Színház új épületét (jelenlegi nevén Teatrul Dramatic Sică Alexandrescu), 1962-ben pedig megnyílt a Partizanul Roșu (később Patria) mozi. A hatvanas évek első felében a Csigadomb aljában épültek az első tömbházegyüttesek: Primăverii (Tavasz) a Bukaresti út elején, Partizanul Roșu (Vörös partizán) a posztógyár mellett, Teatrului (Színház) az Állami Színházzal szemben. 1969–1982 között épült fel a Malomdomb tetején a Transilvania Egyetem fő épületegyüttese, 1973–1975 között pedig a STAR áruház. A főleg magyarok lakta Bolonya nagy részét lebontották, és tömbháznegyedeket építettek, melyekbe a faluról beáramló munkaerőt helyezték el, továbbá egy „közigazgatási központot” (Centrul Civic) is létrehoztak. Az utcákat átkeresztelték a rendszer számára kívánatos nevekre, például Lenin, Marx, Engels, vagy Gheorghiu-Dej. Az 1989-es rendszerváltás után ezeket átnevezték, 2002-ben pedig a színház előtti téren felavatták a brassói antikommunista ellenállók emlékművét.

### Népessége
A 15. század végén Bolonyában 108 magyar és 73 szász háztartás volt. Míg a szászok kisebb, céhekbe nem tartozó kézművesek voltak, addig a magyarok főként fuvarosként és munkásként dolgoztak, de a családnevek tanúsága szerint voltak közöttük kézművesek (Szabó, Varga, Szűcs, Takács), zenészek (Sipos, Trombitás, Hegedűs) és írnokok (Deák) is. Egy adónyilvántartás szerint több gazdag magyar kereskedő is volt (Scharoschy Pal, Nady Orystwan, Myssarusch Gergel), akik Havasalfölddel, sőt Közép-Európával is kereskedtek.
Brassó „kevert lakosságú” külvárosai a 17. század elejére etnikailag jórészt homogének lettek, mivel a reformáció elterjedése és a saját nyelvű istentisztelet a nemzeti tudat megerősödéséhez vezetett. Bolonyában a szászok száma lehanyatlott, helyükre számos magyar vándorolt be a Székelyföldről (származásukra a gyakori Czekel és Schiky, vagyis Székely és Csíki családnevek is utalnak). Hasonlóképpen ekkor lett Bolgárszeg túlnyomóan román többségű.
1910-ben 7298 lakosa volt (Brassó lakosságának 19%-a), közülük 5198 (71%) magyar, 1153 német, 856 román anyanyelvű.

## Leírása
A 21. század elején vegyesen kertesházakból és tömbházakból álló negyed. A 19. századi Bolonya arculatát ma már csak a Kút utca (Str. 15 Noiembrie) és a Vasút utca (Str. Iuliu Maniu) kezdeti (belváros felé eső) része őrzi, ahol több magyar szecessziós stílusban épült ház látható. A városrész magyar és szász evangélikus templomai a 18. században épültek, a katolikus, unitárius és ortodox templomokat csak az 1930-as években nyitották meg.
Bolonya egy kisebb része a Fellegvárral együtt műemlékként van nyilvántartva BV-II-a-B-11297 sorszám alatt. Emellett további 11 egyéni bolonyai épület is szerepel a műemlékek jegyzékében, közöttük a szász és a magyar evangélikus templom, és az egykori római katolikus temető kápolnája.

## Képek

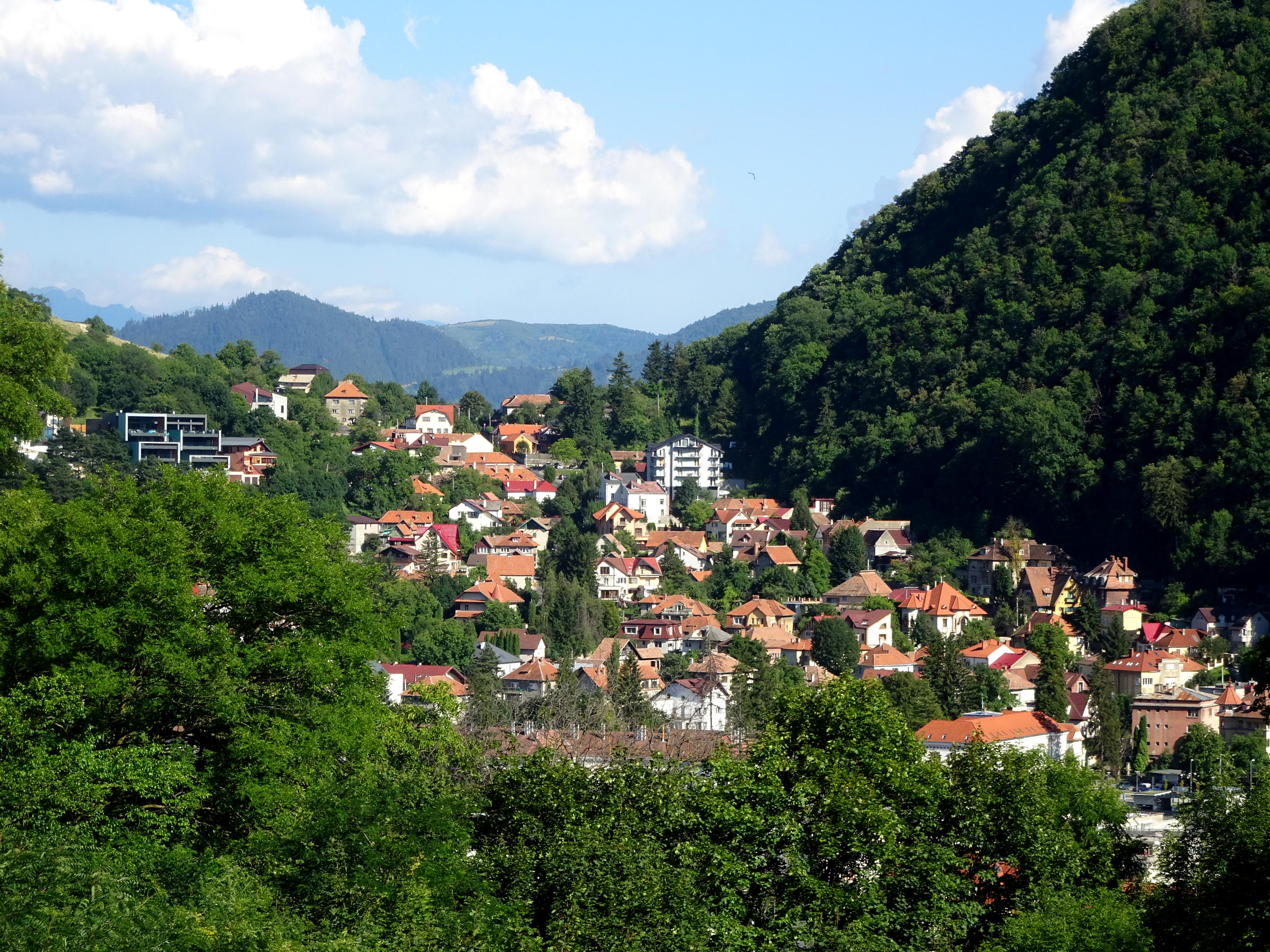
A Várnyak
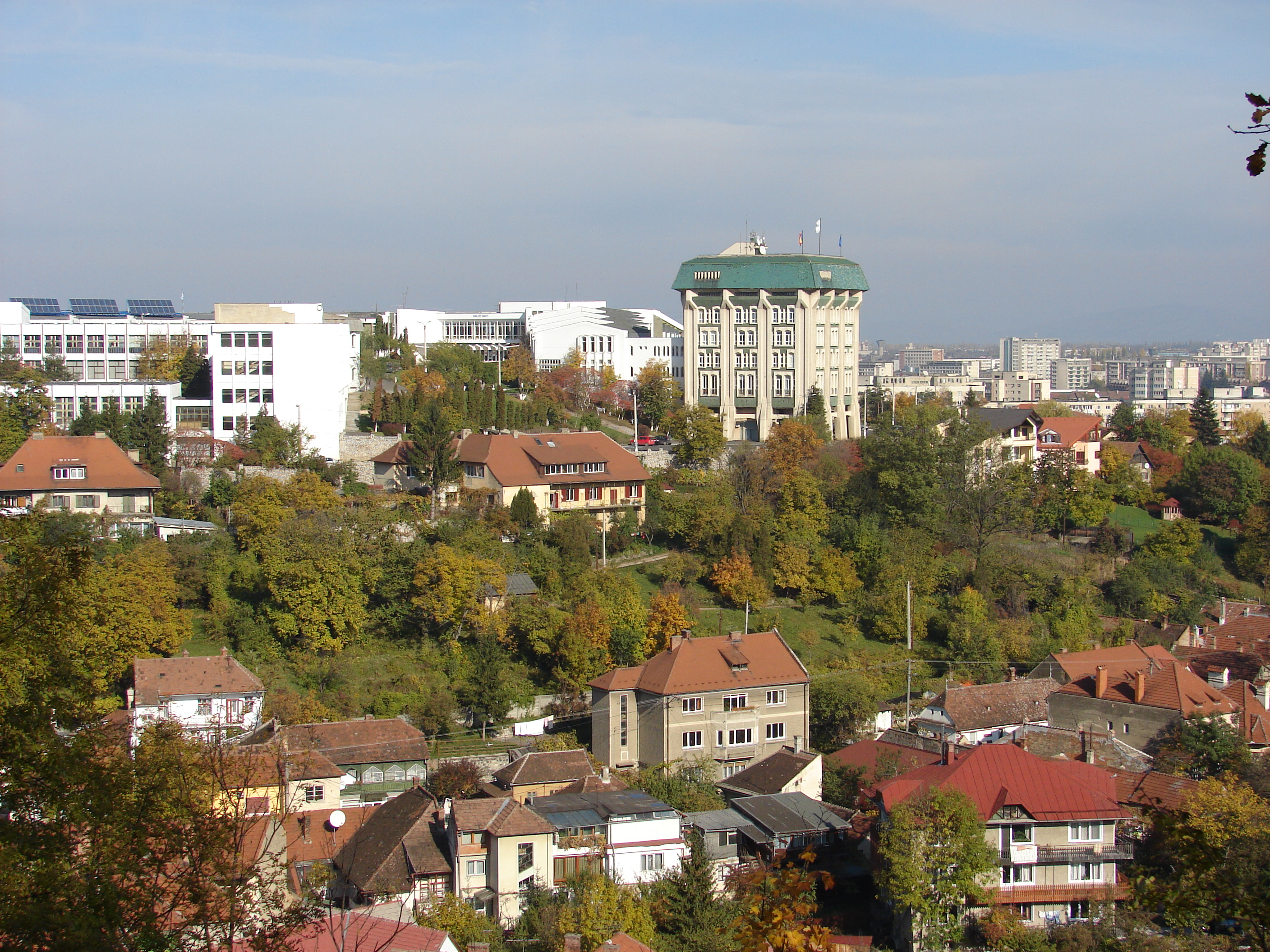
A Malomdomb
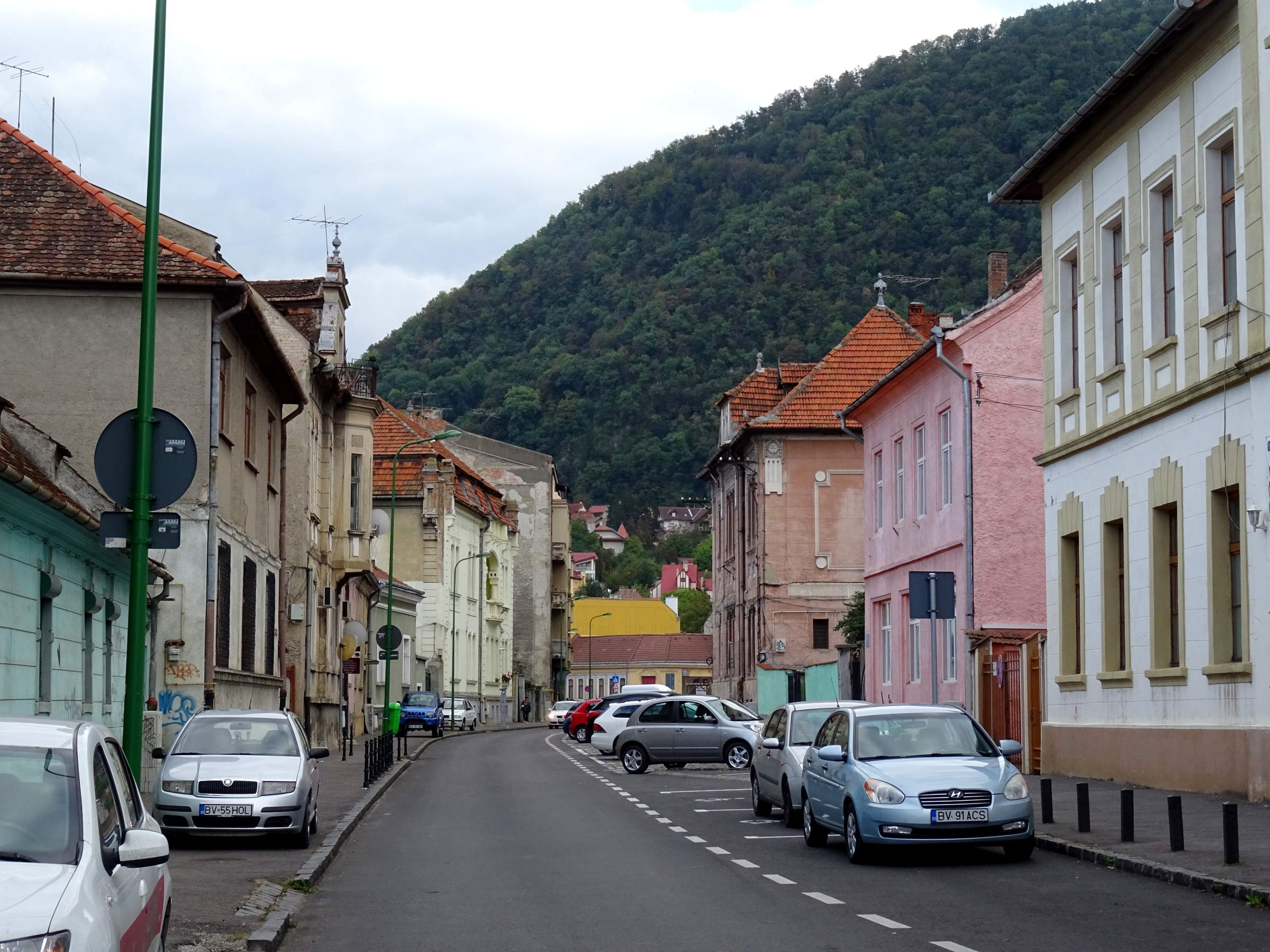
Az Egres utca (Agrișelor)
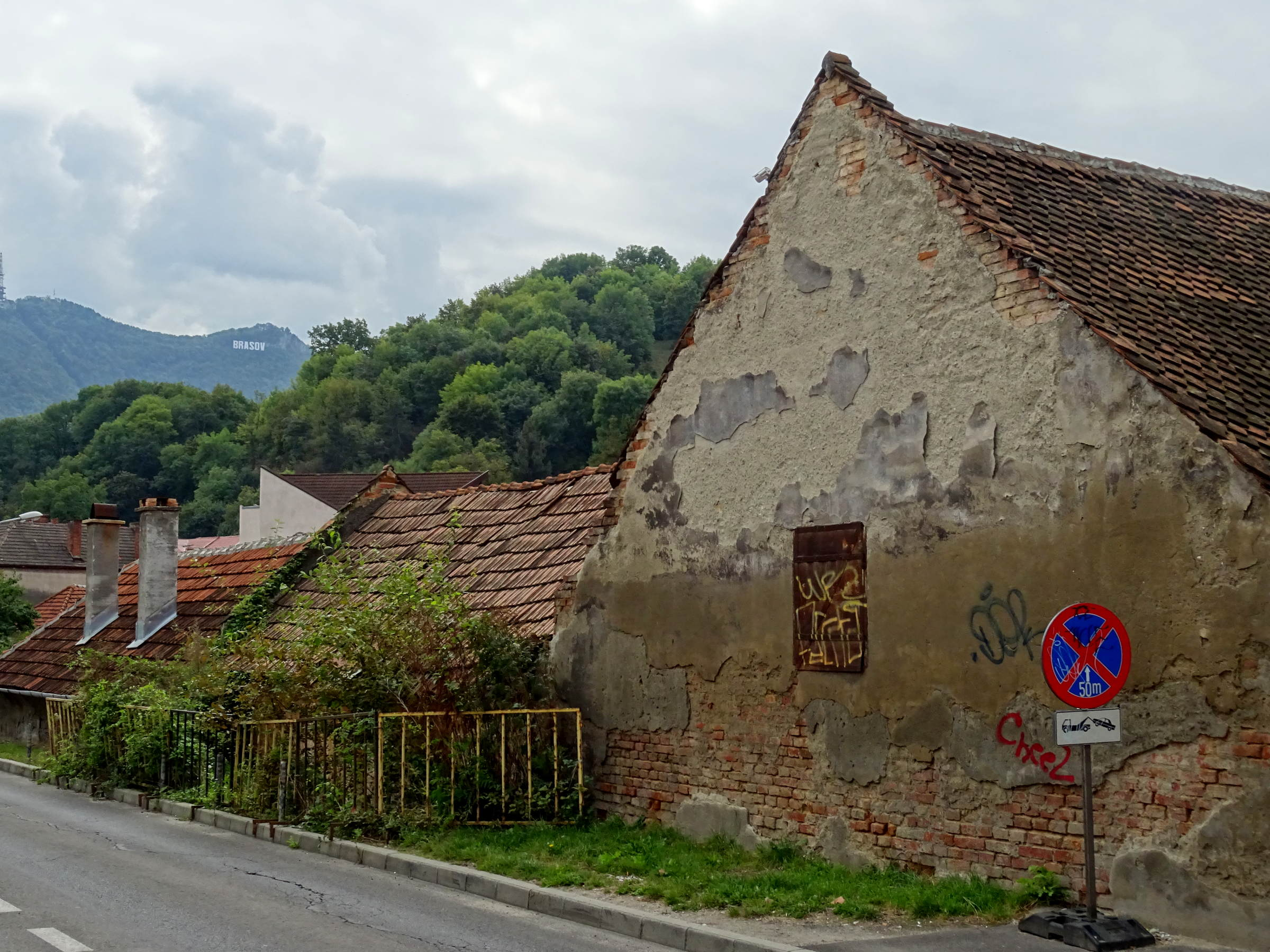
A Szitás utca (Sitei)
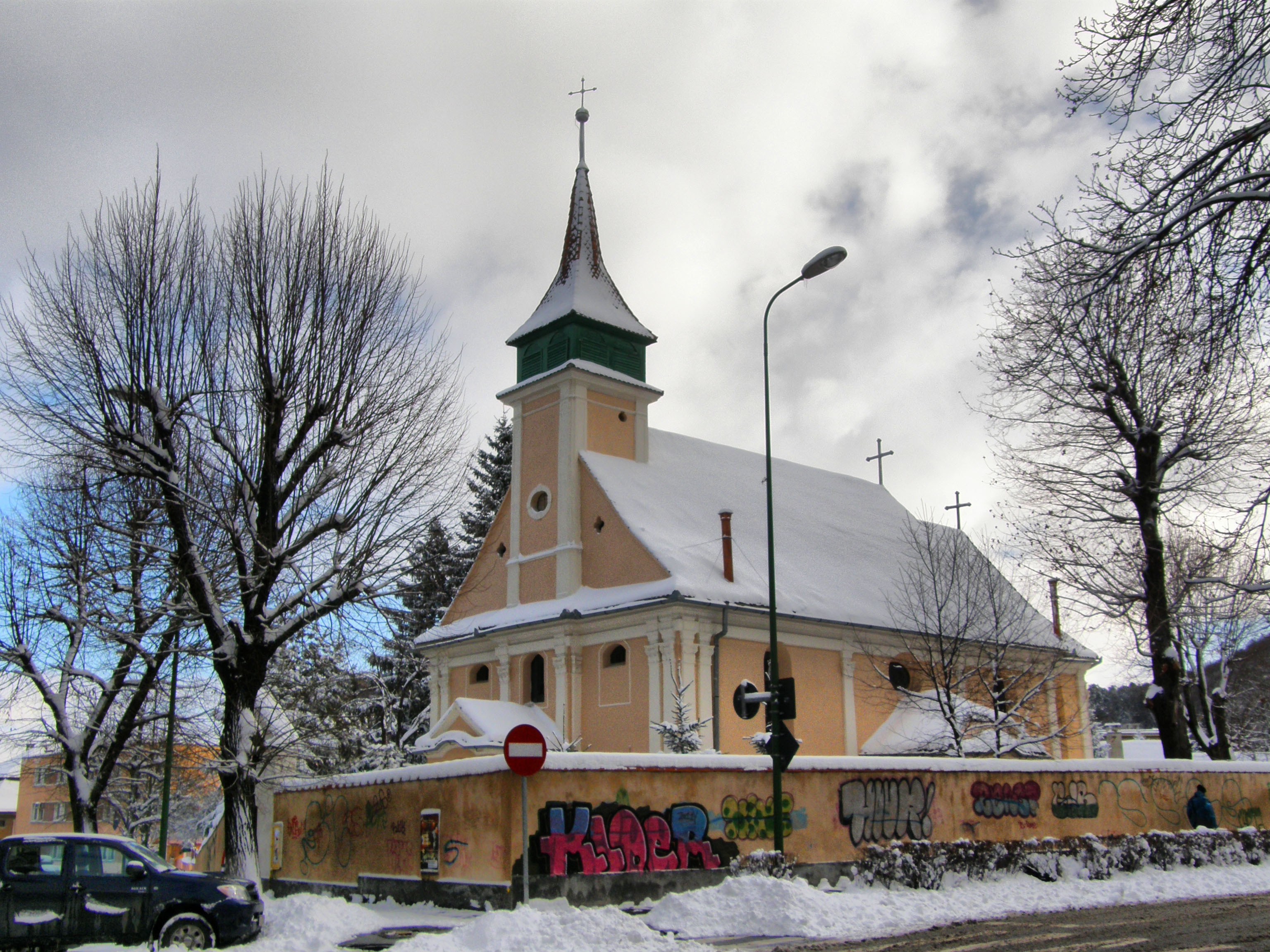
A magyar evangélikus templom